# Transport Packet
Ein Transport Packet (TPKT, deutsch „Transportpaket“) wird beim Transmission Control Protocol (TCP) verwendet, um mehrere Nachrichten in einem Paket zu versenden. Transport Packets werden in RFC 1006 beschrieben. Die zu transportierenden Nachrichten werden dort Transport Protocol Data Units (TPDU) genannt.
Verwendet wird dieses Verfahren unter anderem bei der IP-Telefonie.

## Aufbau
Ein Transport Packet besteht aus einem Paketkopf und einer variablen Anzahl TPDUs. Der Paketkopf besteht aus den der Angabe der Versionsnummer des Protokolls, einem reservierten Bereich und der Angabe der Länge des Pakets inklusive Paketkopf.